# Kamālābād (ort i Kurdistan)
Kamālābād (persiska: كَمالابادِ شَهابيِّه, كمال آباد, Kamālābād-e Shahābīyeh) är en ort i Iran.   Den ligger i provinsen Kurdistan, i den nordvästra delen av landet, 300 km väster om huvudstaden Teheran. Kamālābād ligger 1 836 meter över havet och antalet invånare är 180.
Terrängen runt Kamālābād är en högslätt.Runt Kamālābād är det ganska tätbefolkat, med 58 invånare per kvadratkilometer. Närmaste större samhälle är Qorveh, 17,1 km sydost om Kamālābād. Trakten runt Kamālābād består i huvudsak av gräsmarker.